# Tramwaje w Oskaloosa
Tramwaje w Oskaloosa − zlikwidowany system komunikacji tramwajowej w Oskaloosa w Stanach Zjednoczonych, działający w latach 1880−1926.

## Historia
Pierwsze tramwaje w Oskaloosa uruchomiono w 1880, były to tramwaje konne, które kursowały po torach o szerokości 1219 mm. System składał się z 3 linii o długości 7 km. W 1898 uruchomiono tramwaje elektryczne, które zastąpiły tramwaje konne zlikwidowane w tym samym roku. Wraz z elektryfikacją zmieniono rozstaw toru na 1435 mm. Wkrótce zbudowano podmiejską linię tramwajową do Beacon. Planowano także linię do Albia, jednak jej nie zrealizowano. System zlikwidowano w maju 1926 kiedy to ostatecznie tramwaje zostały zastąpione przez autobusy.